# 安定力量
安定力量是一個已解散的中華民國政黨，主要由多位基督教右派信徒發起成立，2019年轉型為政黨，於2022年解散。

## 歷史

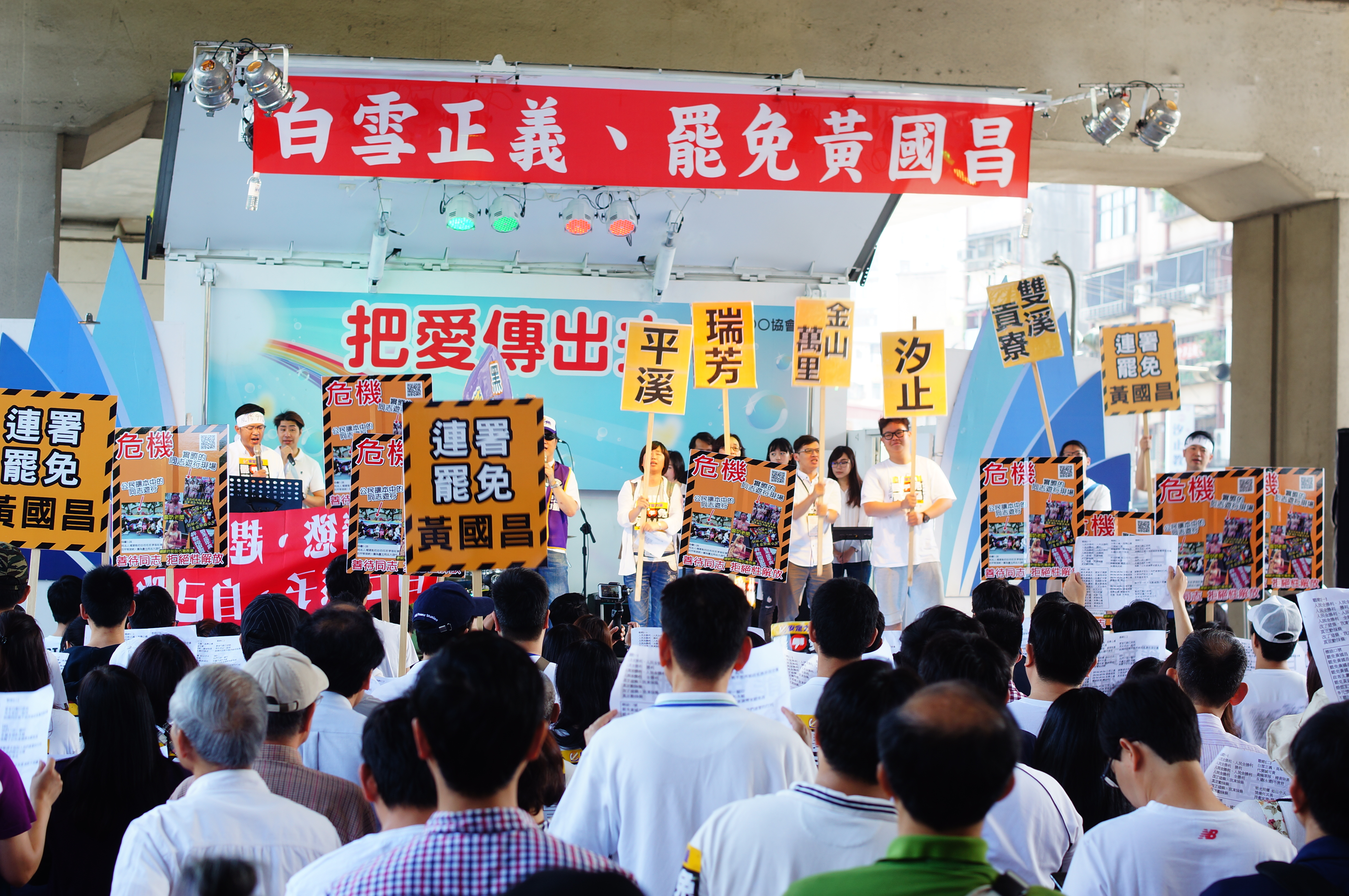
北北基安定力量聯盟舉辦黃國昌罷免案的造勢集會

北北基安定力量聯盟於2016年底成立，由教會系統所發起，主席為孫繼正，秘書長為信望盟立委參選人、旌旗教會游信義，同年12月23日兩人發起罷免時代力量立委黃國昌的連署行動。該案是安定力量成立初期的重要因子，不過最終因票數未達罷免門檻而以失敗告終。
台南安定力量聯盟由台南市基督教協進會、長老教會台南中會發起，於2017年1月8日由協進會理事長蔡安祿牧師宣布成立，總召為台灣基督長老教會台南中會議長、台南民族路教會成员机嘉勝，成立當天號召啟動罷免民進黨立委王定宇的連署行動。
2017年3月11日，孫繼正宣布已獲內政部立案，轉型為台灣的全國性政治團體。
2019年7月17日，取得中華民國內政部正式核發的政黨證明書。
2020年1月11日，立委大選中政黨票僅獲得0.67%得票數，推派的立委席次全軍覆沒。
2020年6月1日，政黨粉絲專頁改名為「定報」。
2020年7月4日，第二屆黨員大會修改黨章，由李柏利接任主席，政黨總部移至台南。
2022年7月24日，李伯利召開黨員大會決議解散安定力量，並於同年8月15日由內政部公告。

## 政策立場
除了以一夫一妻制的政策主張為選民所熟知之外，安定力量尚有以下的政見立場：
一、　贏回家庭
1.　守護一夫一妻婚姻制度
2.　解決少子化國安問題
3.　長照3.0、老有所終
二、　翻轉教育
1.　向下延伸國民教育
2.　校園零毒品、監督教材、廢除不當性平教育、強化品格教育
3.　重視技職教育，鏈結產官學，培育產業人才
三、　成就青年
1.　擴張宏觀視野與機會、接軌國際；提升跨境能力、跨境電商創業；
2.　多元技能培養成就斜槓人生、優勢極大化
3.　無條件基本收入(UBI)
四、　公義社會
1.　居住正義（租得起屋、買得起房）
2.　反貪打權
3.　還我公投
當中，無條件基本收入在美國一般被認為是左派立場，在臺灣的政治光譜上較為少見。其餘主張多數皆可見於臺灣各層級的選舉政見與口號。

## 參選紀錄

### 2020年中華民國立法委員選舉
區域
| 參選選區           | 號次 | 候選人 | 得票數 | 得票率  | 結果   |
| ------------------ | ---- | ------ | ------ | ------- | ------ |
| 臺北市第三選舉區   | 3    | 田方宇 | 1,209  | 0.5514% | 未當選 |
| 臺北市第四選舉區   | 4    | 錢一凡 | 1,596  | 0.6393% | 未當選 |
| 新北市第四選舉區   | 6    | 陳俊憲 | 2,729  | 1.2595% | 未當選 |
| 新北市第七選舉區   | 1    | 朱盛興 | 907    | 0.5145% | 未當選 |
| 新北市第八選舉區   | 3    | 李國憲 | 2,977  | 1.3908% | 未當選 |
| 新北市第十二選舉區 | 7    | 孫繼正 | 2,889  | 1.5530% | 未當選 |
| 臺南市第五選舉區   | 1    | 李伯利 | 6,350  | 3.1827% | 未當選 |
| 臺南市第六選舉區   | 1    | 李晉豪 | 4,612  | 2.3363% | 未當選 |
| 彰化縣第四選舉區   | 6    | 陳志傑 | 2,913  | 1.5001% | 未當選 |
| 平地原住民選舉區   | 5    | 曾美華 | 1,273  | 1.0445% | 未當選 |
| 山地原住民選舉區   | 9    | 錢宥均 | 1,241  | 0.8575% | 未當選 |

不分區
- 候選人名單（依選舉公報名次）：朱竹元、陳曉虹、毛嘉慶、馮瑞珠、裘佩恩、林秋屏、吳萼洋、李允佳、洪正一、蘇美玲
- 政黨票得票數：94,563
- 政黨票得票率(%)：0.6678%

## 外部連結
- 安定力量官方网站 （页面存档备份，存于）
- 安定力量的Facebook專頁
- 安定力量Youtube （页面存档备份，存于）
- 北北基安定力量聯盟臉書專頁
- 台南安定力量聯盟臉書專頁
- 非昌家園 （页面存档备份，存于）